# Йонатан Гільберт
Йонатан Гільберт (21 квітня 1995 , Мюльгаузен, Тюрингія ) — німецький легкоатлет, що спеціалізується на спортивній ходьбі, срібний призер Олімпійських ігор 2020 року.

## Кар'єра
| Рік                   | Змагання                                       | Місце проведення      | Місце                 | Дисципліна            | Результат             | Примітки              |
| Представник Німеччина | Представник Німеччина                          | Представник Німеччина | Представник Німеччина | Представник Німеччина | Представник Німеччина | Представник Німеччина |
| --------------------- | ---------------------------------------------- | --------------------- | --------------------- | --------------------- | --------------------- | --------------------- |
| 2015                  | Чемпіонат Європи серед молоді                  | Таллінн, Естонія      | 13                    | ходьба на 20 км       | 1:30:25               |                       |
| 2017                  | Чемпіонат Європи серед молоді                  | Бидгощ, Польща        | 6                     | ходьба на 20 км       | 1:23:26               |                       |
| 2019                  | Чемпіонат світу                                | Доха, Катар           | 23                    | ходьба на 50 км       | 4:30:43               |                       |
| 2021                  | Олімпійські ігри                               | Токіо, Японія         | 2                     | ходьба на 50 км       | 3:50:44               |                       |
| 2022                  | Командний чемпіонат світу зі спортивної ходьби | Маскат, Оман          | 35                    | ходьба на 35 км       | 2:47:52               |                       |